# Sandboard

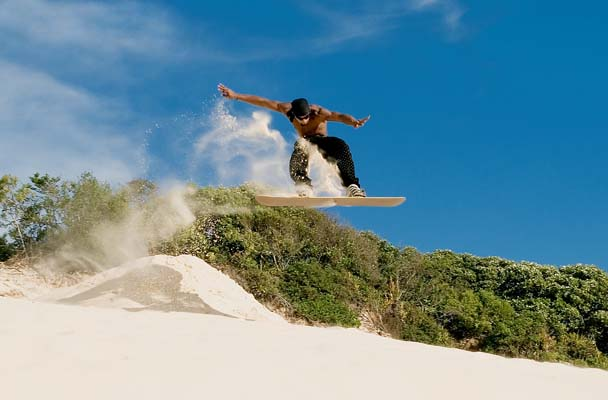
Um sandboarder em uma das dunas de Florianópolis, Brasil.

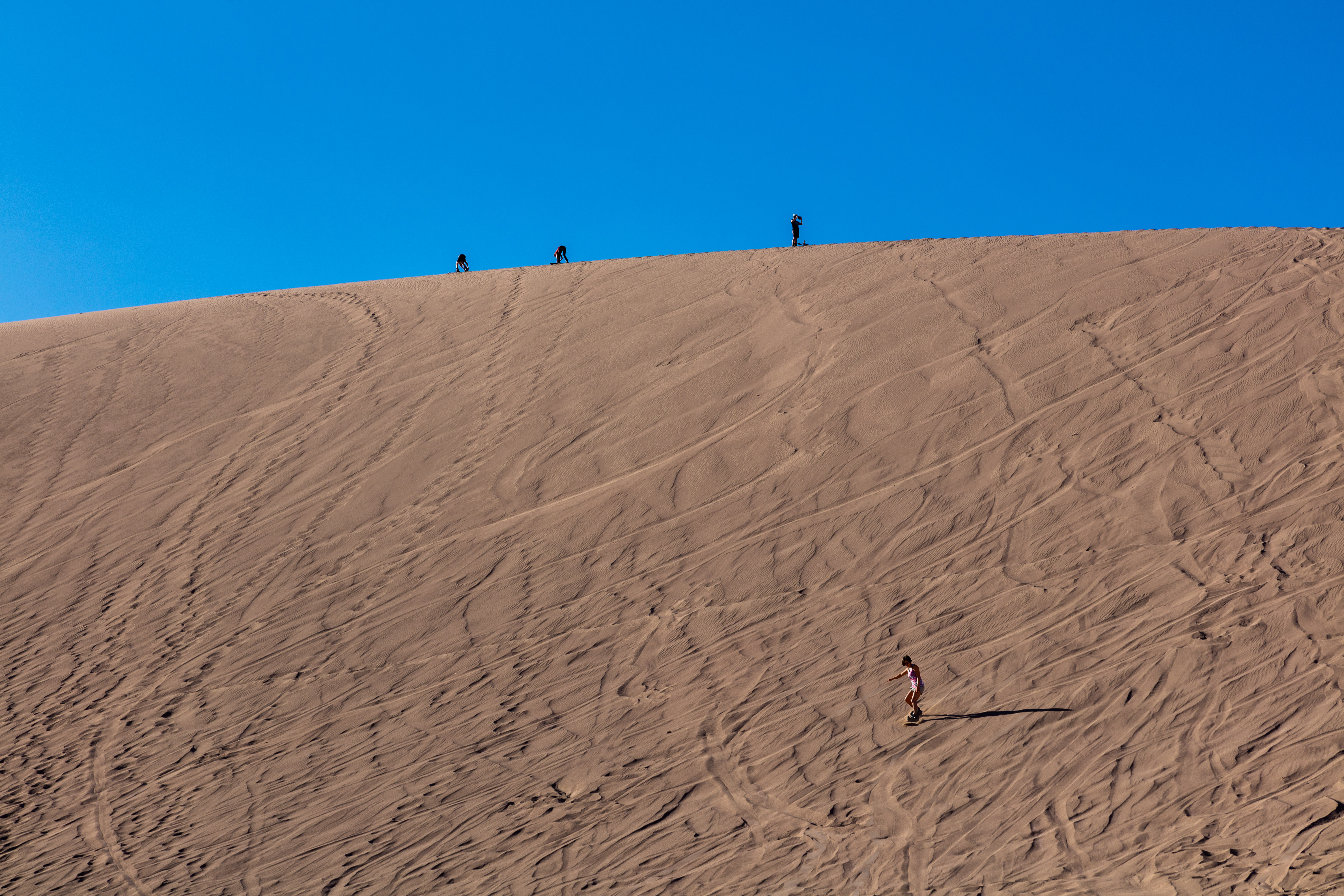
Sandboarding no Vale da Morte, Chile

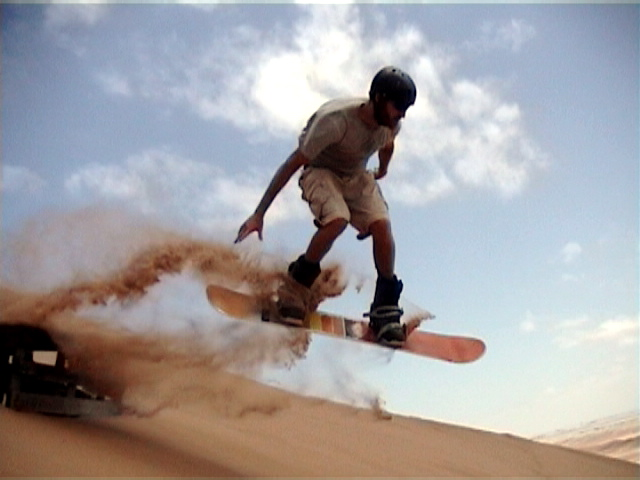
Um sandboarder dando um salto nas dunas

Sandboard é um desporto que consiste em descer dunas de areia, com a utilização de uma prancha similar à prancha de snowboard, usada na neve.
Foi criado por volta do ano de 1986, em Florianópolis, Brasil. A ideia surgiu como uma alternativa para os surfistas nos dias em que o mar não estava bom para a prática do surfe e usada também para ensinar o surf.
No início, para descer pelas dunas eram utilizados pedaços de pranchas quebradas só muito raramente utilizavam pranchas inteiras, de madeira e até papelão. Hoje em dia, o formato é bem parecido com o de uma prancha de snowboard e já existem materiais como a fibra de carbono, considerado o material mais avançado do mercado.
Nos últimos anos, o esporte tem tido um grande crescimento e vem atraindo cada vez mais um número maior de adeptos, principalmente após a veiculação de matérias na mídia. Atualmente, o esporte é praticado em vários países, como: Brasil, Argentina, Chile, Uruguai, Estados Unidos, Austrália e África.
O maior nome de todos os tempos deste esporte é o brasileiro Digiácomo Dias.

## Campeonatos
No sandboard existem quatro tipos de competições:
- Big Air: Nessa modalidade de saltos com manobras, o campeão é aquele que conseguir dar a manobra mais radical. Esta modalidade é a especialidade do brasileiro tetracampeão mundial Digiácomo Dias.

- Slope Style: Nessa modalidade, semelhante ao street do skate, vence aquele que se sair melhor no percurso com rampas e corrimões.

- Boardercross: É uma corrida entre quatro atletas em um percurso com obstáculos, rampas e curvas fechadas. Vence aquele que chegar primeiro.

- Slalom: É uma descida de velocidade, com o percurso marcado por bandeirinhas que devem ser contornadas.

## Atletas[3]
- Digiácomo Dias (tri-campeão mundial)
- Cristiam Ramires (campeão sul-americano)
- Eduardo Mesquita (campeão sul-americano)
- José Eduardo (campeão sul-americano)
- Guilherme Vieira (campeão sul-americano)
- Bruno Nunes (campeão sul-americano de Sandboard e Snowboard)

## Materiais

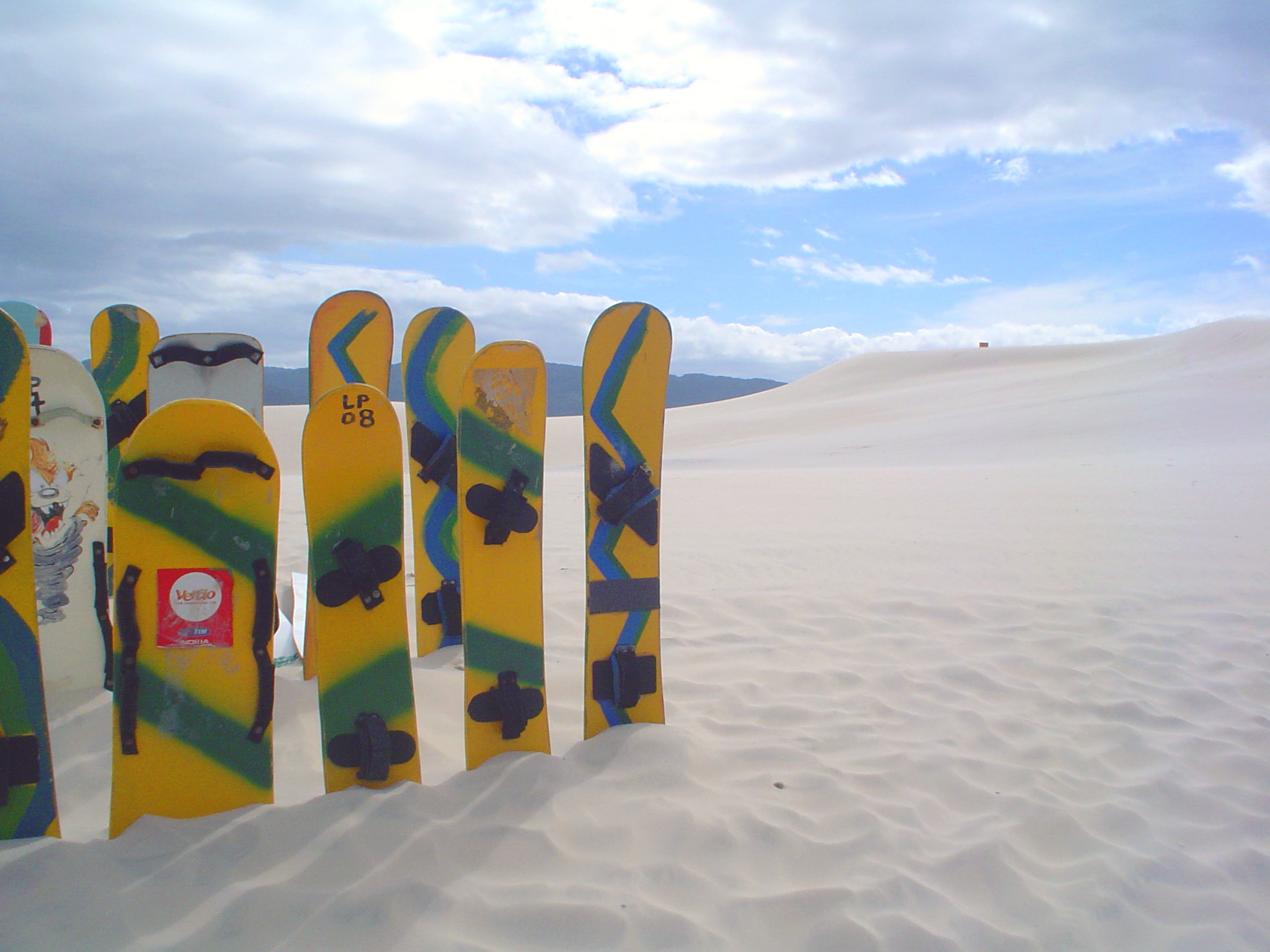
Pranchas de sandboard fincadas na areia

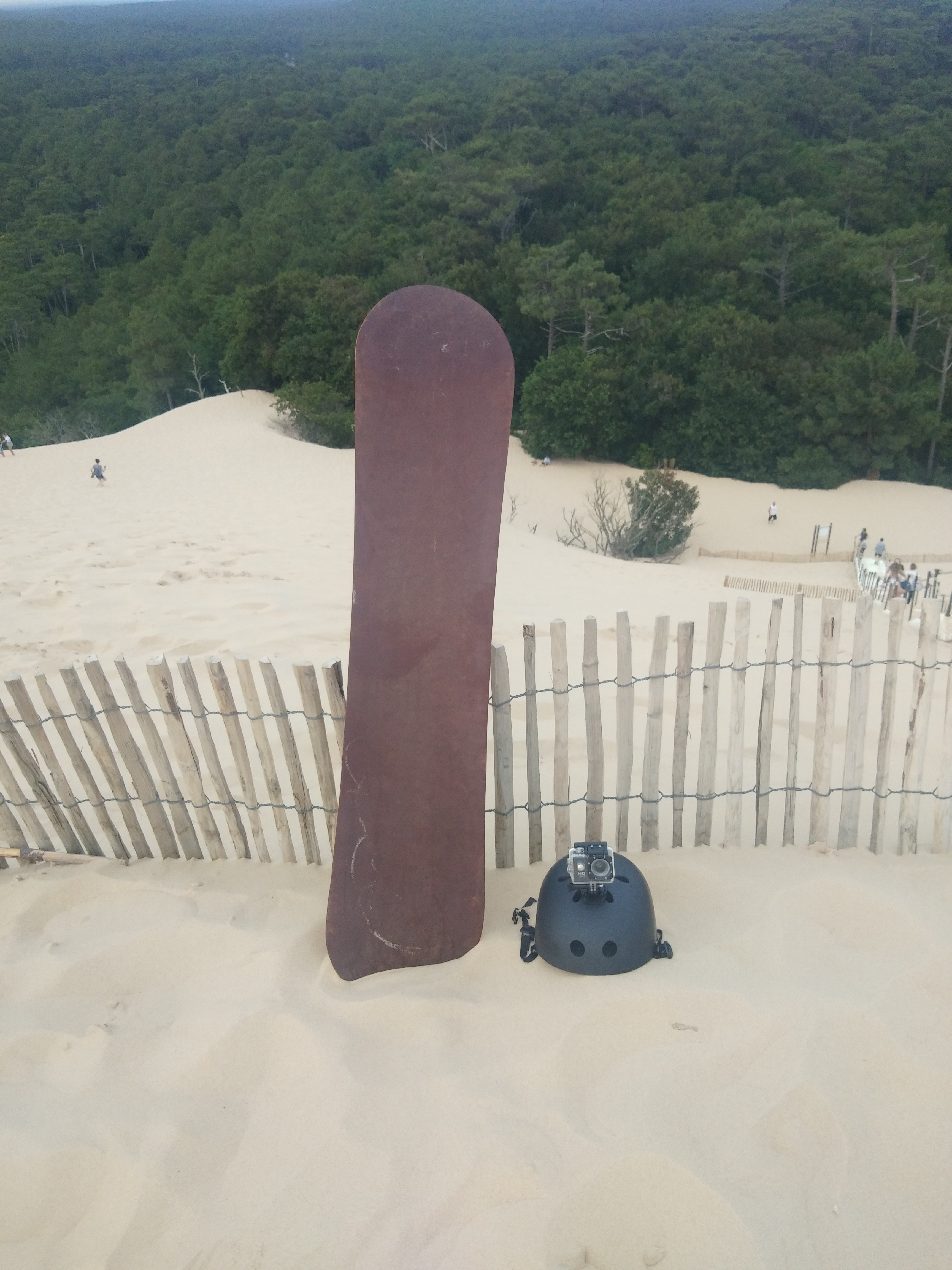
Prancha e capacete de Sandboard

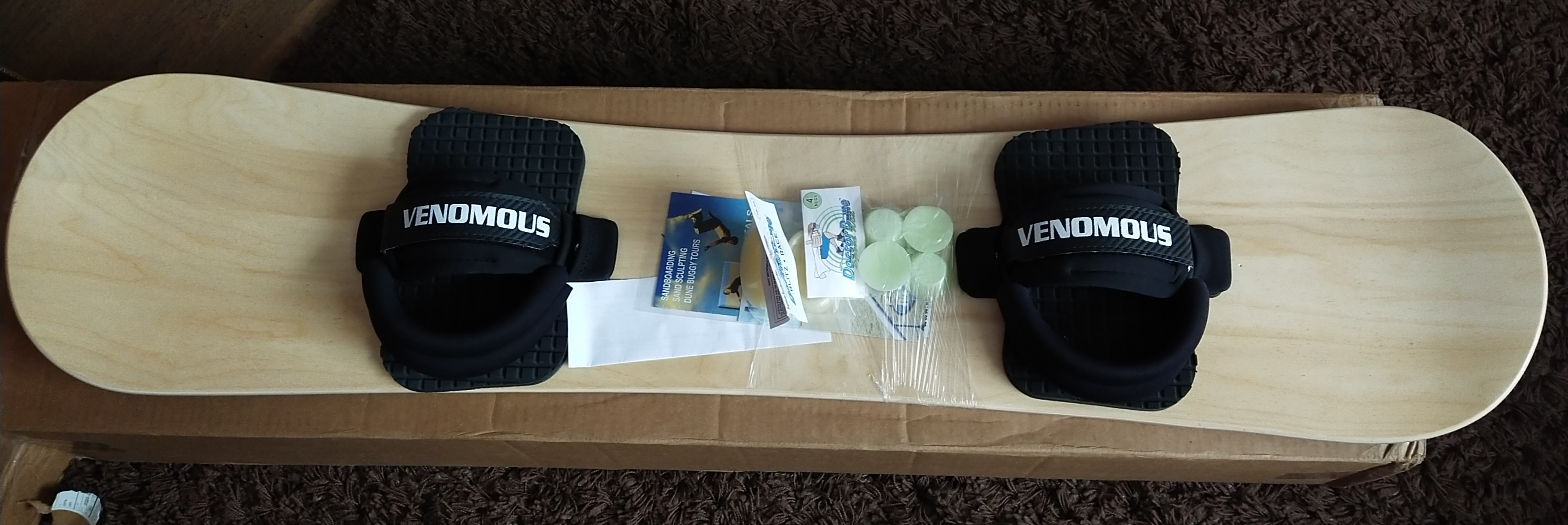
Prancha de Sandboard

Um dos materiais mais importantes para a prática do Sandboard é a prancha, podendo ser produzida por materiais como madeira, de fibra de vidro ou de fibra de carbono, já na parte debaixo é preciso outros tipos de materiais para que aconteça o deslizamento. Possui no máximo 1,70 metros de comprimento e para que haja uma maior fixação, é preciso de alças na parte superior para prender os pés. Para evitar e diminuir o número de acidentes e lesões, existem acessórios, como: capacete e botas específicas para o Sandboard.

### Eventos
Araranguá sediou 3ª Etapa Mundial de Sandboard.
A terceira etapa do Circuito Mundial de Sandboard, o DRI Sandboard World Tour Brasil 2019, foi realizada nas dunas do Balneário Morro dos Conventos entre os dias 25 a 27 de outubro de 2019, no município de Araranguá, Santa Catarina. No total foram 38 competidores inscritos, divididos nas seguintes categorias: Amador- Slalom Profissional — Feminino Profissional — Big Air Profissional Slopstyle.
Participaram atletas de Santa Catarina, Ceará, Rio Grande do Norte e Maranhão, além dos locais.
Os campeões foram os seguintes:
- Campeão de todas as categorias profissionais — Esdras Tikinho
- Expression Session (Rei do Morro) — Esdras Tikinho
- Na categoria Slopstyle —  1º Esdras Tikinho / 2º Netinho Mendes
- Na categoria Big Air — 1º Esdras Tikinho / 2º Netinho Mendes
- Na categoria Amador Slalom — 1º Esdras Tikinho / 2º Gustavo Rizzotto
- Na Amador Big Air — 1º Irê Felipe / 2º Gustavo Rizzotto
- No Feminino Profissional — 1º Damares Albuquerque / 2º Camila Uruguai

O evento foi da Dune Riders International (DRI) em conjunto com a Associação de Sandboard de Araranguá e Associação Cultural e Esportiva de Sand e Snowboard, com o apoio do Governo do Município, através do Departamento de Esporte.